# Mikasuki
Mikasuki (Miccosukee, Miccosuki) /Značenje nije poznato (Swanton), pleme američkih Indijanaca porodice Muskhogean isprva naseljeno u istoimenom selu za zapadnoj obali jezera Miccosukee, na ili blizu danas povijesnog gradića Miccosukee u okrugu Leon. 
Ime Mikasuki kasnije postaje naziv jedne od glavnih skupina Seminola, a njihov jezik dijalekt je jezika hitchiti. Naselje Mikasukija postalo je jedno od 'crvenih gradova' (1817) kada započinje rat sa Seminolama. Prema crveno bojanim stupovima, koji su bili simbol rata i krvi oni su postali poznati kao "Red Sticks," ili "Batons Rouges." Ovo naselje s oko 300 kuća zapalio je 1818. general Andrew Jackson porazivši ratnike poglavice Kinhagee. 
Tijekom kasnijih ratova sa Seminolama Mikasuki su smatrani njihovom najopasnijom ratničkom skupinom. Nakon završetka ratova dio Mikasukija zajedno je sa Seminolama prebačen na Indijanski Teritorij (Oklahoma) gdje im potomci žive i danas. Dijelovi Mikasukija koji su ostali u močvarama južne Floride danas žive na rezervatima Big Cypress i Miccosukee. Od nekadašnjih 1.400 (1800), na Floridi ih ima oko 700 2000.

## Vanjske poveznice
- Miccosukee Tribe of Indians of Florida  Arhivirana inačica izvorne stranice od 7. svibnja 2008. (Wayback Machine)
- Gallery: Miccosukee
- Mikasuki Indian Tribe History